# Charaxes achaemenesopsis
Charaxes achaemenesopsis är en fjärilsart som beskrevs av Carpenter och Jackson 1950. Charaxes achaemenesopsis ingår i släktet Charaxes och familjen praktfjärilar. Inga underarter finns listade i Catalogue of Life.